# 索多
索多（Sodo或Wolaita Sodo）是埃塞俄比亞南埃塞俄比亚州沃拉伊塔地區的小鎮，也是南埃塞俄比亚州的首府，海拔1600米至2100米。鎮內有郵政和流動電話服務、24小時電力供應、銀行和醫院。根據埃塞俄比亞中央統計局2005年的人口普查資料，索多人口約65,737人，其中男性34,069人，女性31,668人。2007年的人口普查資料，索多的總人口數上升為76,050，其中男性40,140人，女性35,910人。